# Lawrence Lambe
Lawrence Morris Lambe (ur. 1863, zm. 1919) – kanadyjski geolog i paleontolog. 

## Życiorys
Od 1885 do 1919 pracował dla Geological Survey of Canada. Specjalizował się w badaniu dinozaurów – w latach 1902–29 (niektóre prace ukazywały się po jego śmierci) opisał dwadzieścia ich gatunków, spośród których w 2005 za ważne uznawanych było jedenaście. Do nazwanych przez Lambe'a rodzajów należą: Centrosaurus, Chasmosaurus, Edmontosaurus, Euoplocephalus, Gorgosaurus, Gryposaurus, Panoplosaurus, Stegoceras i Styracosaurus. Pracował głównie w kanadyjskiej prowincji Alberta – poszukiwania kości dinozaurów prowadził płynąc łodzią wzdłuż rzeki Red Deer. Oprócz dinozaurów badał również kopalne ryby z Nowego Brunszwiku i paleozoiczne korale z Kanady. Opisał także późnokredowego krokodyla Leidyosuchus. Na cześć Lambe'a nazwano Lambeosaurus – rodzaj dinozaura z rodziny hadrozaurów, dodatkowo honoruje go także nazwa gatunku typowego rodzaju – Lambeosaurus lambei.